# 파세나디

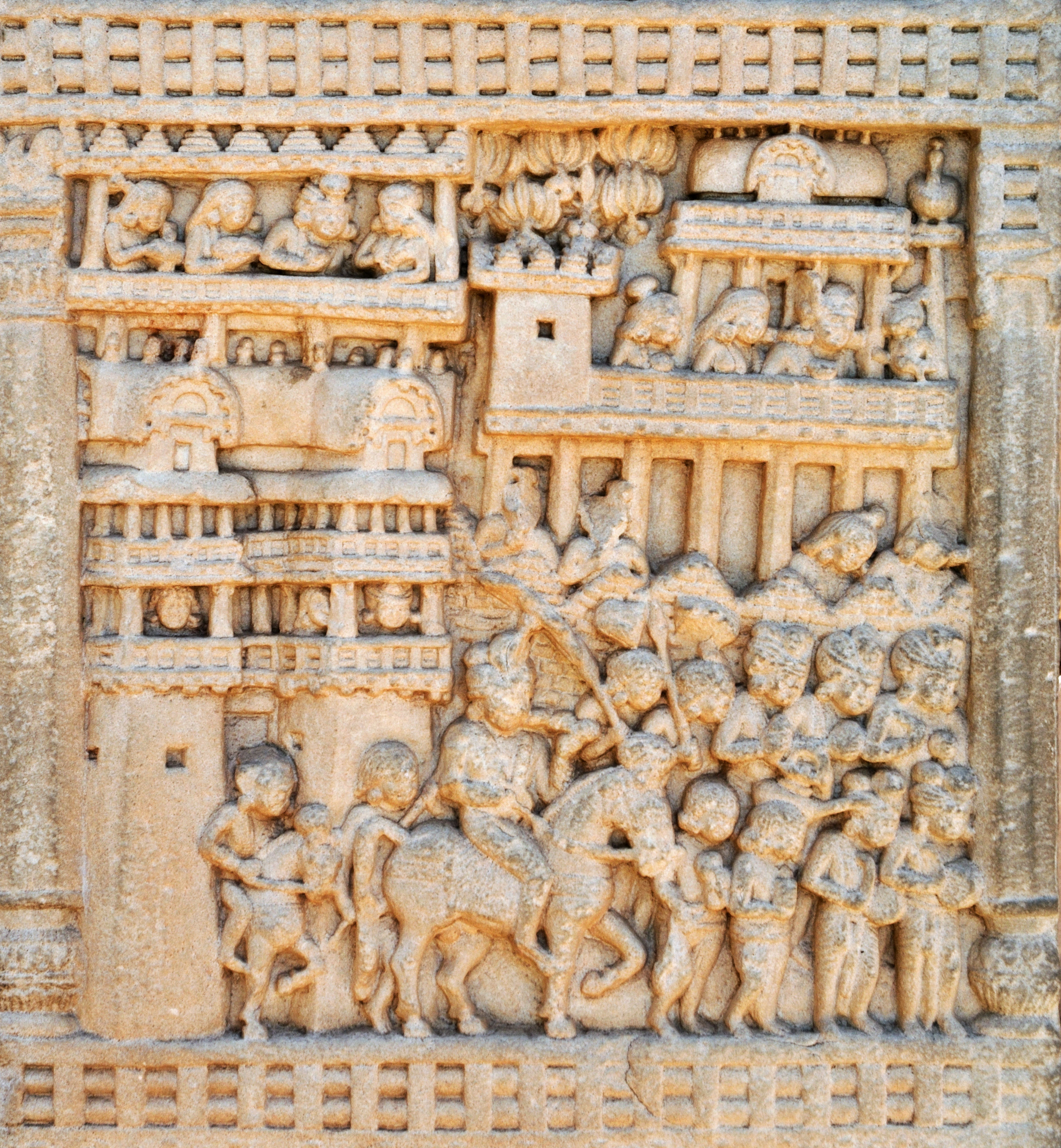
석가모니를 만나러 슈라바스티를 떠나는 파세나디의 행렬. 산치

파세나디(팔리어: पसेनदि) 또는 프라세나지트(산스크리트어: प्रसेनजित्)는 기원전 6세기 코살라를 다스린 이크슈바쿠 왕조의 통치자였다. 그는 산자야 마하 코살라의 후계자였다. 파세나디는 석가모니의 저명한 우파사카 중 하나였으며, 그를 위해 많은 승원들을 지었다.

## 생애
파세나디는 어린 시절 탁실라에서 유학했다. 그는 커서 코살라의 왕이 되었다. 그의 첫 번째 왕비는 빔비사라 왕의 누이인 마가다 공주였다. 그의 두 번째이자 수석 왕비는 마하나마의 화환 제작자 장의 딸인 샤카족 소녀 바사바카티야였다. 이 결혼으로 그는 아들 비두다바와 딸 바지라를 낳았는데, 그녀는 나중에 아자타샤트루와 결혼했다. 그는 여동생 코살라 데비를 빔비사라에게 시집보냈다.

### 치세
파세나디 시대에 코살라는 칼라마 공화국의 종주국이 되었고, 동쪽에 살던 강력한 리차비족과 우호적인 관계를 유지했다.
파세나디 치세 동안 탁샤실라에서 교육을 받은 반둘라라는 말라인이 말라와 코살라 사이의 좋은 관계를 유지하기 위해 파세나디 휘하의 장군으로 복무하였다. 나중에 반둘라는 아내 말리카와 함께 리차비족의 아비세카포카라니 성수조를 침범했고, 이로 인해 코살라와 리차비족 사이에 무력 적대 행위가 발생했다. 반둘라는 나중에 파세나디에 의해 그의 아들들과 함께 배신당해 살해당했다. 이에 대한 보복으로 일부 말라인들이 반둘라의 복수를 위해 파세나디의 아들 비두다바가 코살라의 왕좌를 찬탈하는 것을 도왔고, 그 후 파세나디는 코살라에서 도망쳐 마가다의 수도 라자그리하의 성문 앞에서 죽었다.
푸라나 문헌에서는 비두다바 대신 크슈드라카를 그의 후계자로 언급한다.

## 참고 문헌
- Sastri, K. A. Nilakanta, 편집. (1988) [1967], 《Age of the Nandas and Mauryas》 Seco판, Delhi: Motilal Banarsidass, ISBN 81-208-0465-1
- Sen, Sailendra Nath (1999) [1988], 《Ancient Indian History and Civilization》 Seco판, New Age International Publishers, ISBN 81-224-1198-3
- Sharma, J. P. (1968). 《Republics in Ancient India, C. 1500 B.C.-500 B.C.》. Leiden, Netherlands: E. J. Brill. ISBN 978-9-004-02015-3.
- Singh, Upinder (2016), 《A History of Ancient and Early Medieval India: From the Stone Age to the 12th Century》, Pearson, ISBN 978-81-317-1677-9